# 芝加哥大都市區
芝加哥大都市區（英語：Chicago metropolitan area）是指範圍包括美國伊利諾州芝加哥市及其郊外的大都市區，也稱芝加哥蘭（英語：Chicagoland）。芝加哥大都市區的定義並不統一，按照美國行政管理和預算局的定義，芝加哥大都市區包括了喬利埃特和內珀維爾這兩個較小的都市區，由芝加哥都市區企劃機構管轄。都市區的人口超過了980萬人。
芝加哥都會區的主要電力供應商為美國能源企業艾索倫電力公司（Exelon）旗下的聯邦愛迪生電力公司（ComEd）。
交通方面，芝加哥都會區設有芝加哥交通管理局（CTA）及Pace Bus，提供地鐵及巴士服務，另有芝加哥通勤鐵路（Metra）提供芝加哥中央商業區至近郊的區域鐵路服務。航空交通方面，芝加哥都會區鄰近的奧黑爾國際機場（O'Hare International Airport）為美國其中一個最大型的航空樞紐，另外芝加哥都會區南面的中途國際機場（Midway Airport）則主要營運美國國內航班。